# Koppelisaari (ö i Birkaland, Övre Birkaland, lat 62,14, long 24,43)
Koppelisaari är en ö i Finland. Den ligger i sjön Ukonselkä och i kommunen Mänttä-Filpula i den ekonomiska regionen  Övre Birkalands ekonomiska region  och landskapet Birkaland, i den södra delen av landet, 220 km norr om huvudstaden Helsingfors. Öns area är 1,6 hektar och dess största längd är 270 meter i öst-västlig riktning.